# Zamrzenica
Zamrzenica – (niem. Sommersin) osada leśna w Polsce położona w województwie kujawsko-pomorskim, w powiecie tucholskim, w gminie Lubiewo nad wschodnim brzegiem zbiornika Koronowskiego. Miejscowość wchodzi w skład sołectwa Minikowo.
Od 1950 (także w latach 1975–1998) miejscowość administracyjnie należała do województwa bydgoskiego.